# Stazione di Sakuradai (Tokyo)
La stazione di Sakuradai (桜台駅?, Sakuradai-eki) è una stazione ferroviaria di Tokyo che si trova a Nerima. La stazione è servita dalla linea Seibu Ikebukuro delle Ferrovie Seibu e si trova 5,2 km di distanza dal capolinea di Ikebukuro.

## Linee
Ferrovie Seibu
● Linea Seibu Ikebukuro
● Linea Seibu Toshima (servizio ferroviario)

## Struttura
La stazione possiede un marciapiede a isola con due binari passanti su viadotto.
| 1 | ● Linea Seibu Ikebukuro | per Shiinamachi e Ikebukuro       |
| 2 | ● Linea Seibu Ikebukuro | per Tokorozawa, Hannō e Toshimaen |

## Stazioni adiacenti
| «                                 | Servizio              | »                     |
| Linea Seibu Ikebukuro             | Linea Seibu Ikebukuro | Linea Seibu Ikebukuro |
| --------------------------------- | --------------------- | --------------------- |
| Ekoda                             | Locale                | Nerima                |
| Tutti gli altri treni non fermano |                       |                       |